# Jürgen Rosenthal
Jürgen Rosenthal (Rosengarten, 28 de julio de 1948) es un músico y letrista alemán, conocido por haber sido baterista en la banda de hard rock y heavy metal Scorpions durante los años 1973 y 1974, y por cumplir misma labor en Eloy entre los años 1976 y 1979. Tras fallidos proyectos musicales en la década de los ochenta está alejado de la música desde entonces.

## Biografía
Desde muy pequeño aprendió a tocar el violín, sin embargo, a los quince años obtuvo su primera batería que aprendió de forma autodidacta y que se convirtió desde aquel tiempo en su instrumento favorito. Dos años después fundó su primera banda llamada The Generations, pero es en 1968 que creó su primera agrupación profesional junto a Klaus-Peter Matziol y que se denominó Morrison Gulf. A fines de la década de los sesenta, Morrison Gulf se separó luego que Matziol se unió a Eloy, pero al poco tiempo conoció al guitarrista Uli Jon Roth y al bajista Francis Buchholz, quienes, acompañado con el teclista Achim Kirschning, fundaron Dawn Road.
En 1973 Dawn Road se fusionó con los miembros de Scorpions; Rudolf Schenker y Klaus Meine, y junto a ellos terminó las presentaciones de la gira Lonesome Crow Tour (1972-1974), siendo su último concierto con la agrupación el 30 de abril de 1974 en Hannover. Posteriormente, participó en las grabaciones del álbum Fly to the Rainbow de 1974, pero antes de comenzar la gira promocional fue llamado a realizar el servicio militar. Una vez que retornó de su servicio quiso regresar a Scorpions, pero los músicos Frank Bornemann y Klaus-Peter Matziol lo convencieron de que se uniera a Eloy. En la banda de rock progresivo descubrió su talento como letrista, escribiendo gran parte de las letras de las canciones de los discos Dawn (1976), Ocean (1977) y de Silent Cries and Mighty Echoes (1979). En 1979 la banda se separó y él junto a su compañero en Eloy, Detlev Schmidtchen, fundaron el proyecto Ego on the Rocks que tuvo un solo álbum llamado Acid in Wounderland en 1981. En 1988 tuvo su última aparición en la escena musical con la banda Echo Park.

## Discografía
| - 1974: Fly to the Rainbow - 1976: Dawn - 1977: Ocean - 1978: Live (disco en vivo) - 1979: Silent Cries and Mighty Echoes | - 1981: Acid in Wounderland - 1988: Echo Park |